# پترسون ۵۸۳۳
سیارک ۵۸۳۳ (به انگلیسی: 5833 Peterson، نامگذاری:1991PQ) پنج هزار و هشتصد و سی و سومین سیارک کشف شده‌است که در ۵ اوت ۱۹۹۱ کشف شد.
قدر مطلق سیارک برابر ۱۰٫۷۰ است.